# Acronicta lobeliae
Acronicta lobeliae là một loài bướm đêm trong họ Noctuidae.

## Hình ảnh

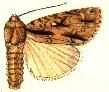